# 東方王霸鶲
东部王霸鹟（学名：Tyrannus tyrannus）为雀形目霸鹟科下的一个鸟种, 分布于美洲
。